# Янлаг
Янський ВТТ Дальбуду (рос. ЯНСКИЙ ИТЛ ДАЛЬСТРОЯ, Янлаг, ИТЛ Янского горнопромышленного упр., Янский ИТЛ УСВИТЛа, Янское ЛО) — табірний підрозділ, що діяв в структурі Дальбуду.

## Історія
Янлаг організований 20 вересня 1949. Управління Янлага розміщувалося в селищі Есе-Хайя, Якутська АРСР. В оперативному командуванні воно підпорядковувалося спочатку Головному управлінню виправно-трудових таборів Дальбуду, а пізніше Управлінню північно-східних виправно-трудових таборів Міністерства Юстиції СРСР (УСВИТЛ МЮ) (пізніше УСВИТЛ переданий в систему Міністерства Внутрішніх Справ).
Максимальна одноразова кількість ув'язнених досягало 7200 чоловік.
Янлаг закритий 30 грудня 1956.

## Виконувані роботи
- геологічна зйомка басейну Яни, геологорозвідувальні роботи, в тому числі підземні, на Еге-Хайському, Бургочанському, Алис-Хайському, Ілінтаському, Кестерському, Куйгінському, Хатон-Хайському і Чекурдахському оловорудних родовищах,
- буд-во Ілінтаської збагачувальної ф-ки, автодороги Хандига — Еге-Хая, цегл. з-ду в Еге-Хая,
- буд-во і розширення рудників і збагачувальних ф-к «Еге-Хая», «Ілінтас», «Кестер», «Бургочан»,
- розробка копальні «Бургавлі» на Північному та копальні «Віддалений» на Омчикандя,
- обслуговування автобази, рем.-мех. майстерень і житлове буд-во в Еге-Хая,
- видобуток олов'яної руди на Батигайському родовищі, обслуговування збагачувальних ф-к,
- будівельні роботи в Батигаї і сел. Янський,
- обслуговування янського річкового пароплавства,
- вантажно-розвантажувальні роботи, лісозаготівлі, с/г роботи.